# Strange Frequency
Strange Frequency is een Amerikaanse televisieserie uit 2001.

## Regisseurs
- Neill Fearnley
- Kevin Inch
- Brenton Spencer
- Jeff Woolnough

## Scriptschrijvers
- Joseph Anaya (7 episodes, 2001)
- Dan Merchant (7 episodes, 2001)
- Dale Kutzera (5 episodes, 2001)

## Verhalen
De televisieserie omvat vier verhalen met muziek als thema.
- Disco Inferno: Heavy metal liefhebbers Buck en Randy knallen al headbangend met hun auto tegen een boom na een heftige party. De enige hulp die zich aandient is een spookachtige nachtclub, die voor hen een 'helse disco' zal worden.
- My Generation: Eric Roberts maakt er een gewoonte van om als 'hippie op leeftijd' alle rockfestivals af te gaan op zoek naar nietsvermoedende liftende festivalgangers. Als Eric een betweterige lifter meeneemt leert hij ongevraagd een les waardoor er een vervelende confrontatie volgt.
- Room Service: Duran Duran legende John Taylor speelt rocker Jimmy Blitz, die nog steeds TV's molesteert en hotelkamers vervuilt met zijn wervelwindachtige levenswijze. Zijn schoonmaakster maakt er een hobby van om zijn kamer in spik en span achter te laten, zozeer zelfs dat het zijn reputatie als bad-boy op het spel zet.
- More Than A Feeling: Een beroemde promotor (Judd Nelson) heeft een instinctief inzicht voor talenten. Een vaardigheid waar zijn rivalen een moord voor zouden willen plegen, maar ook een die juist zijn talenten de dood in drijft.